# IC 405
Az IC 405 (más néven Caldwell 31) egy diffúz köd a Auriga (Szekeres) csillagképben.

## Felfedezése
A ködöt feltételezések szerint Max Wolf fedezte fel 1892-ben.

## Tudományos adatok
A köd egy O-típusú csillag, AE Aurigae mögött látszik. A csillag abszolút fényessége -2.5 magnitúdó körüli. Elképzelések szerint a köd az AE Aurigae reflexiós ködje. Ezt az elképzelést viszont cáfolni látszik az a tény, hogy míg az AE Aurigae 65 km/s sebességgel, addig az IC 405 23 km/s sebességgel távolodik tőlünk. A különböző hullámhosszokon vizsgált fotók, az AE Aurigae mozgásának összevetése alapján a két objektum kölcsönhatása csillagászati értelemben a közelmúltban kezdődött el, így a köd nem lehet az AE Aurigae műve.
Beceneve a Lángoló csillag-köd, a képre tekintve azonnal látszódik miért így nevezték el. Az AE Aurigae mintha égne az égbolton.
A köd átmérője 5 fényév. (4,73·1016 m)